# 小行星11578
小行星11578（11578 Cimabue）是一颗绕太阳运转的小行星，为主小行星带小行星。该小行星于1994年3月19日发现。

## 轨道参数
小行星11578的轨道半长轴为369 365 153 km，2.4690184 UA，离心率为0.078。